# Předpostní doba
Předpostní doba, devítníková doba (latinsky tempus Septuagesimae) nebo krátce předpostí je třítýdenní liturgické období bezprostředně předcházející době postní. Předpostí se začalo objevovat v západní církvi v 6. století. V římskokatolické církvi bylo v roce 1969 v rámci liturgické reformy po druhém vatikánském koncilu zrušeno v liturgickém kalendáři tzv. řádné formy římského ritu (Novus Ordo Missae), stále je ale uvedeno v liturgickém kalendáři tzv. mimořádné, nebo starší formy římského ritu (viz Tridentská mše). Ve většině anglikánských církvích bylo zrušeno v roce 1976. Z luteránských církví si je část zachovala a část zrušila. Obdoba předpostní doby existuje i u východních církví, pravoslavných i katolických.
Zahrnuje celkem tři neděle, které mají vlastní názvy: Septuagesima, Sexagesima a Quinquagesima. Po této poslední předpostní neděli začíná postní doba popeleční středou, v některých zemích ještě vrcholí vícedenní karnevaly na tzv. masopustní pondělí a masopustní úterý.

## Praxe v římskokatolické církvi
V předpostí se nedrží půst, ale používá se fialová liturgická barva a při bohoslužbách se vynechávalo Aleluja, Gloria a Te Deum stejně jako v postní době. 